# 林雅文化
林雅文化，也被称为「天山北路文化」，为古代蒙古人种中的古西北型向西迁移到新疆所创造的文化，林雅文化和小河文化为最早的中国青铜器文化。林雅文化后来影响了四坝文化和齐家文化。